# ماچئی دونال
ماچئی دونال (انگلیسی: Maciej Dunal؛ ‏ ۲۰ دسامبر ۱۹۵۳ – ۸ ژانویهٔ ۲۰۱۴) بازیگر و خواننده اهل لهستان بود.
از فیلم‌ها یا مجموعه‌های تلویزیونی که وی در آن‌ها نقش داشته‌است، می‌توان به اجاره‌نشین‌ها اشاره نمود.